# Хартонівці
Харто́нівці, Харито́нівці — село в Україні, у Заліщицькій міській громаді Чортківського району Тернопільської області. Розташоване на річці Тупа, на півдні району. До 2020 підпорядковане Угриньківській сільській раді. Населення — 227 осіб (2007).
На околиці села є Хартонівський ботанічний заказник місцевого значення.

## Походження назви
В давнину долину р. Тупої покривали ліси. Сюди, тікаючи від полону та рятуючись від татарських набігів, прийшли брати Гринько і Харитон. Вони поселились поряд і заснували власні хутори. Хутір старшого Гринька став Гриньківцями або Угриньківцями, а молодшого Харитона — Хартонівцями.

## Історія
Поблизу села виявлено археологічні пам'ятки культури кулястих амфор.
Перша писемна згадка — 1493.
Діяли «Просвіта» та інші товариства.
12 червня 2020 року, відповідно до розпорядження Кабінету Міністрів України № 724-р «Про визначення адміністративних центрів та затвердження територій територіальних громад Тернопільської області» увійшло до складу Заліщицької міської громади.
19 липня 2020 року, в результаті адміністративно-територіальної реформи та ліквідації Заліщицького району, увійшло до складу новоутвореного Чортківського району.

## Пам'ятки
Є церква Усікновення голови Івана Хрестителя (19 ст., мурована), капличка на честь незалежності України (1992).
Встановлено пам'ятний хрест на честь скасування панщини (відновлено 1992), насипано символічну могилу Борцям за волю України (1996).

## Соціальна сфера
Працюють ЗОШ 1 ступ., клуб, бібліотека, ФАП, торговельний заклад.

## Світлини

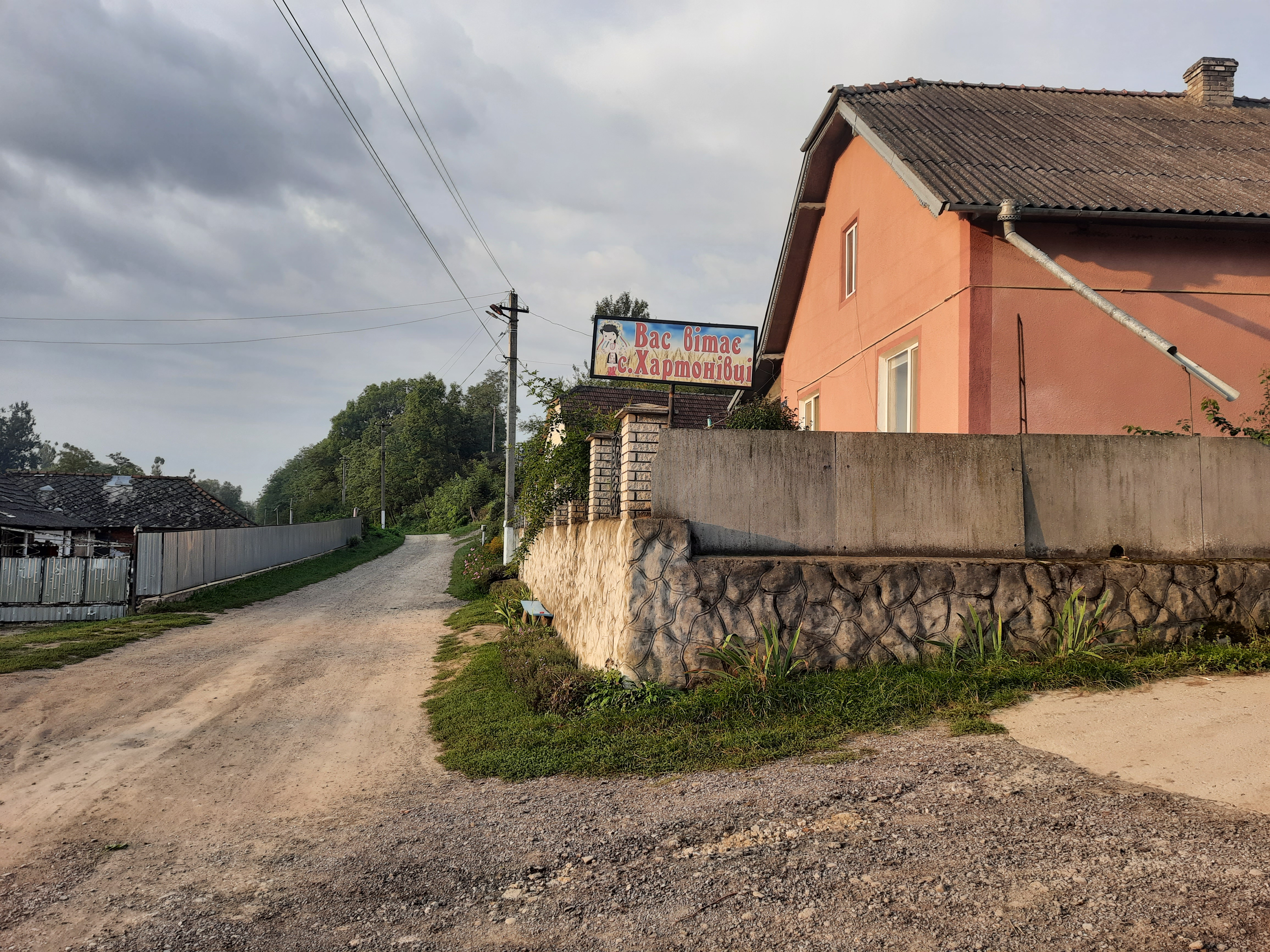
В'їзд у село Хартонівці
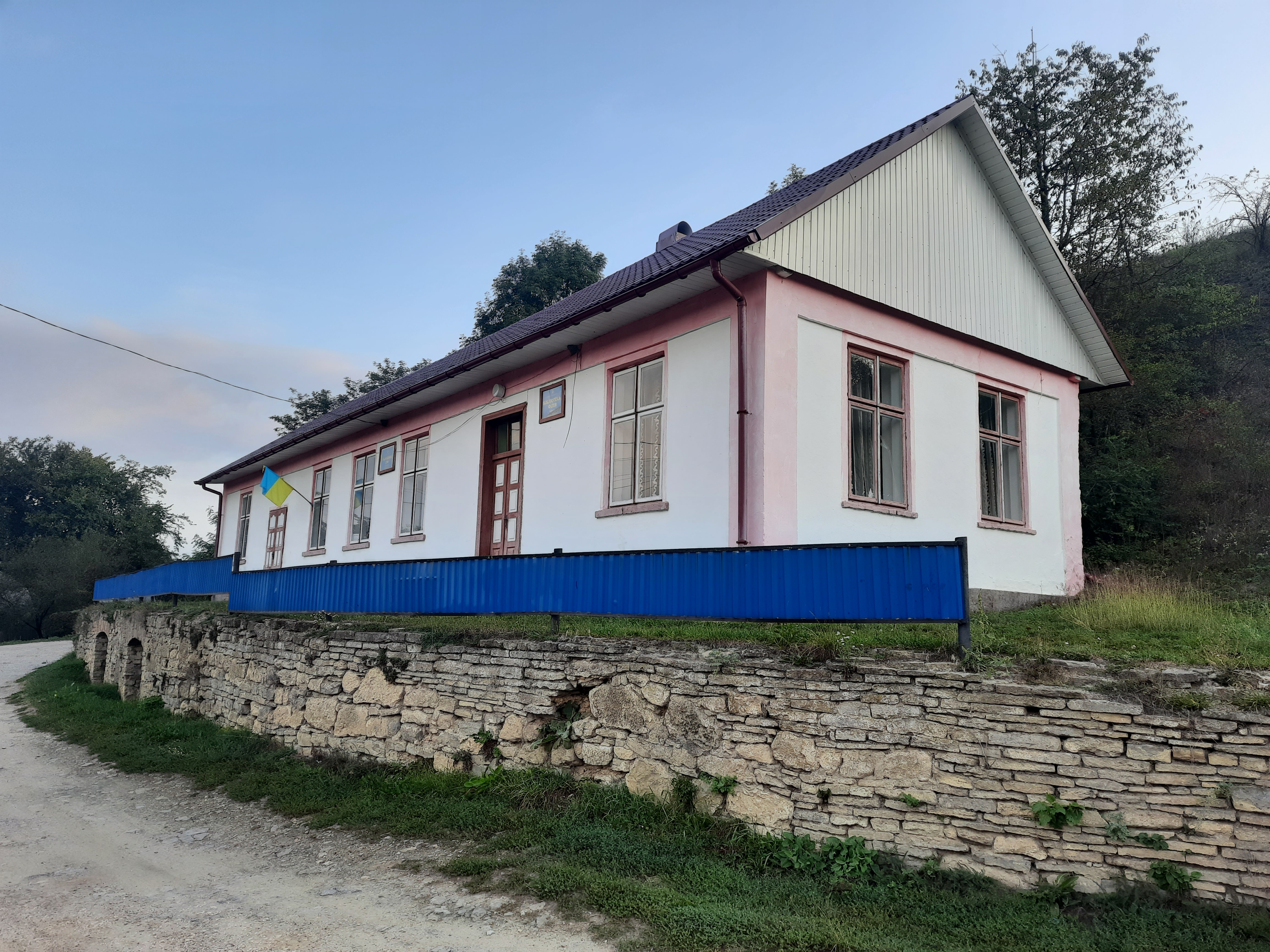
Народний Дім
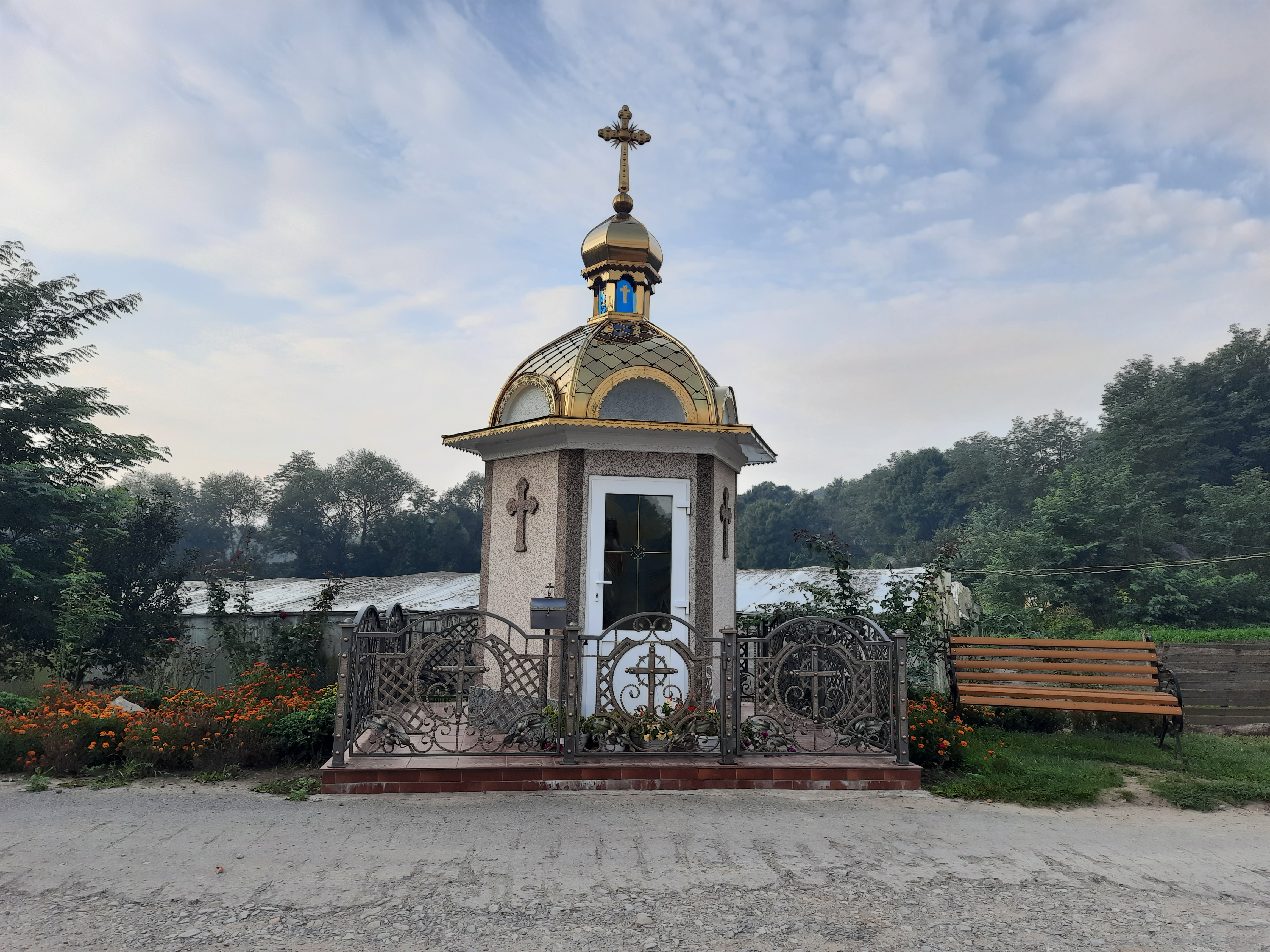
Капличка
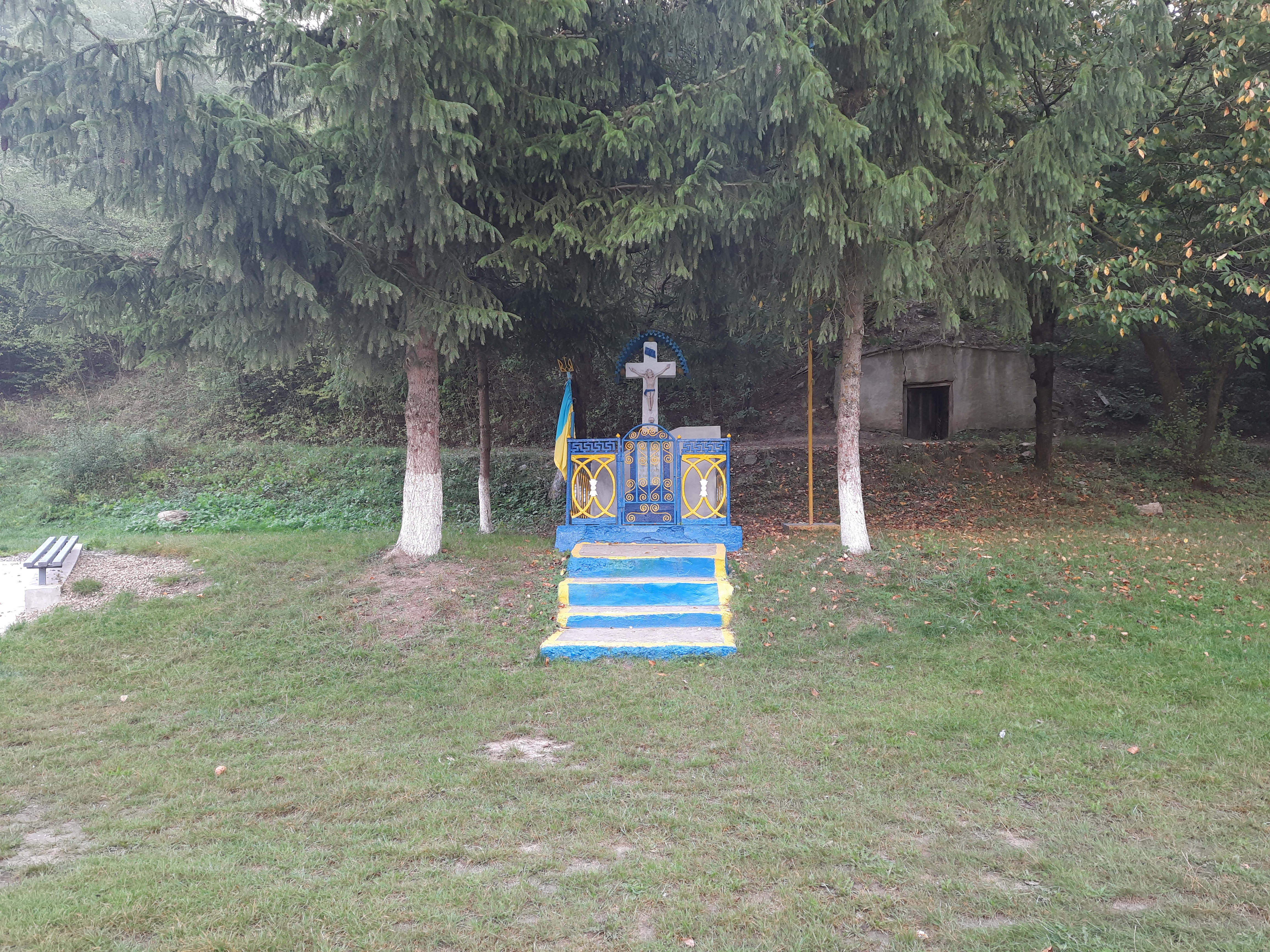
Пам'ятний хрест